# Niccolò Ammaniti
Œuvres principales
- Branchies (1994)
- Je n'ai pas peur (2001)
- Comme Dieu le veut (2006)
- Il miracolo (2018)

Niccolò Ammaniti (né le 25 septembre 1966 à Rome) est un écrivain italien et un réalisateur contemporain. Il est notamment le créateur et le réalisateur de la série télévisée Il miracolo.

## Biographie
Étudiant en sciences biologiques, Niccolò Ammaniti abandonne ses études peu avant ses examens. La légende veut que les esquisses de sa thèse se soient transformées en Branchies, son premier roman (1994). Il est considéré par la critique comme le chef de file du mouvement cannibale, apparu dans les années 1990.
En 1995, il publie avec son père, Massimo, célèbre psychiatre, Nel nome del figlio, un essai sur les problèmes liés à l'adolescence. En 1996, on trouve deux publications : la nouvelle Seratina écrite avec Luisa Brancaccio et publiée dans l'anthologie Gioventù Cannibale mais aussi le recueil de nouvelles Dernier réveillon (Fango) qui le rend célèbre. Un film a été adapté de la première nouvelle par Marco Risi, avec Monica Bellucci : L'ultimo capodanno (1998). L'année suivante sort Branchies, interprété par Gianluca Grignani et réalisé par Francesco Ranieri Martinotti.
En 2001, il publie Je n'ai pas peur (Io non ho paura), best-seller qui obtient le prix Viareggio. En 2003, Gabriele Salvatores réalise l'adaptation cinématographique L'Été où j'ai grandi, et Niccolò Ammaniti et Francesca Marciano reçoivent pour ce film le Ciak d'oro du meilleur scénario. En 2007, il obtient le plus prestigieux prix italien, le prix Strega, pour le roman Comme Dieu le veut (Come Dio comanda),, aussi adapté au cinéma par Gabriele Salvatores. Enfin, en 2012, il coadapte avec Bernardo Bertolucci Moi et toi.
C'est un auteur très apprécié à l'étranger, et ses livres sont traduits dans plus de quarante langues.
En 2015, il publie Anna (it) décrivant un monde post-pandémique dans lequel seuls les enfants survivent avant la puberté. En 2021, il adapte son roman en minisérie qu'il réalise lui-même,.
Depuis le 17 septembre 2005, il est marié à l'actrice italienne Lorenza Indovina.

## Œuvre

### Romans
- Fango, Éditions Arnaldo Mondadori (1996)
- Branchies, Éditions du Félin, 1999 ((it) Branchie, Ediesse, 1994) [détail des éditions]
- (it) Anche il sole fa schifo : radiodramma, Rai Eri, 1997, 91 p. (ISBN 978-88-397-0987-5)
- Et je t'emmène, Grasset, 2001 ((it) Ti prendo e ti porto via, Mondadori, 1999), trad. Myriem Bouzaher [détail des éditions]
- Je n'ai pas peur, Grasset, 2002 ((it) Io non ho paura, Einaudi, 2001), trad. Myriem Bouzaher [détail des éditions]Prix Viareggio 2001
- Comme Dieu le veut, Grasset, 2008 ((it) Come Dio comanda, Mondadori, 2006), trad. Myriem Bouzaher [détail des éditions]Prix Strega 2007
- La Fête du siècle, Laffont, 2011 ((it) Che la festa cominci, Einaudi, 2009), trad. Myriem Bouzaher [détail des éditions]
- Moi et toi, Laffont, 2012 ((it) Io e te, Einaudi, 2010), trad. Myriem Bouzaher [détail des éditions]
- Anna, Grasset, 2016 ((it) Anna, Einaudi, 2015), trad. Myriem Bouzaher

### Nouvelles
- (it) La figlia di Siva dans La giungla sotto l'asfalto, Ediesse, 1993
- (it) Seratina, avec Luisa Brancaccio dans Gioventù Cannibale, Einaudi, 1996  (ISBN 9788806142681)
- Dernier réveillon et autres nouvelles cannibales, Hachette, 1998 ((it) Fango, Mondadori, 1996), trad. Dominique Vittoz [détail des éditions]
- (it) Alba tragica, dans Tutti i denti del mostro sono perfetti, Urania Mondadori, 1997
- (it) Enchanted Music & Light Records, avec Jaime D'Alessandro dans Il fagiano Jonathan Livingstone - manifesto contro la new age, Minimum Fax, 1998
- (it) L'amico di Jeffrey Dahmer è l'amico mio, dans Italia odia, Supergiallo Mondadori, 2000
- Mon trésor, Grasset, 2007 ((it) Sei il mio tesoro, Einaudi, 2005), trad. François Rosso [détail des éditions]dans l'ouvrage collectif Petits crimes italiens ((it) Crimini)
- (it) Giochiamo?, Mondadori, 2008, 141 p. (ISBN 978-88-04-58405-6)
- (it) Il momento è delicato, Turin, Einaudi, 2012, 367 p. (ISBN 978-88-06-21240-7, lire en ligne)

### Essai
- (it) Nel nome del figlio : l'adolescenza raccontata da un padre e da un figlio, Milan, Mondadori, 1995, 209 p. (ISBN 88-04-51288-1)

### Récit
- (it) Fa un po' male, Micromega, 2002

### Bande dessinée
- (it) Fa un po' male, Einaudi, 2004, 188 p. (ISBN 88-06-16815-0)

## Filmographie

### Adaptations cinématographiques
- L'ultimo capodanno, réalisé par Marco Risi (1998)[1]
- Branchie, réalisé par Francesco Ranieri Martinotti (1999)[2]
- L'Été où j'ai grandi (Io non ho paura), réalisé par Gabriele Salvatores (2003)[3]
- Come Dio comanda, réalisé par Gabriele Salvatores (2008)[7]
- Moi et toi (Io e te), réalisé par Bernardo Bertolucci (2012)[8].

### Télévision
- Il miracolo, créateur, coscénariste et coréalisateur (2018) – Prix spécial du jury à Séries Mania 2018[12]
- Anna (2021), mini-série produite par Sky Italia et  Arte France, adaptée de son roman.